# Gnotus tenuipes
Gnotus tenuipes là một loài tò vò trong họ Ichneumonidae.